# 加尔顿
加爾頓（英語：Galeton）是位於美國賓夕法尼亞州波特縣的一個行政區，地處賓夕法尼亞州布拉德福德東南50英里（80公里）處。根據2020年美國人口普查的數據顯示，加爾頓的人口為993人。
加爾頓的面積為1.29平方英里（3.35平方公里），海拔高度為1,315英尺（401公尺）。